# Бесединские мосты
Бесе́динские мосты — комплекс из двух автодорожных мостов через реку Москву на трассе МКАД на юго-востоке Москвы. Первый Бесединский мост, построенный в 1960 году, пропускает внутренний поток движения МКАД, второй мост постройки 1996—1997 гг. — внешний поток. Территориально расположены на границе районов Капотня и Братеево г. Москвы. Получили название от находящегося рядом села Беседы Ленинского района Московской области.

## Первый Бесединский мост
Первый мост был построен в 1960 году по проекту институтов «Союздорпроект» и «Проектстальконструкция», главное пролётное строение - по проекту Г. Д. Попова. Строительство нового моста было успешно завершено в 1997 г Мостоотрядом № 4. Проект реконструкции моста разработан АО «Гипротрансмост», сложных вспомогательных сооружений и устройств, а также производства работ — ОАО «Институт Гипростроймост». Исследования устойчивости консоли в ветровом потоке проводились в ЦАГИ.
Полная длина моста 301,4 м, схема пролётов — 66 + 121,4 + 66 м. Главный пролёт — стальная арка с ездой посередине, береговые пролёты — железобетонные арочные с ездой поверху. Устои моста — железобетонные, на сваях, погруженных в грунт на глубину от 7 до 15 м. В 1960—1997 проезжая часть имела ширину 21 м и два тротуара по 1,5 м.
В 1998 году мост был реконструирован с сохранением несущих арок и заменой дорожного полотна на стальную ортотропную плиту. Часть элементов арок главного пролёта, в том числе поперечные тяги, не укладывавшиеся в новые габариты, была заменена. Проезжая часть расширена до 22 м (пять полос в одном направлении по 3,75 м плюс обочины).

## Второй Бесединский мост
В сентябре 1997 года был введён в эксплуатацию новый мост, расположенный в 40 м ниже по течению реки от оси первого моста. Мост балочной системы длиной 322 м сконструирован под пять полос автомобильного движения, схема пролётов 76,25 + 126 + 76,25 м. Автор проекта — Р. П. Назарова (ОАО «Институт Гипростроймост»), подрядчик — «Мостоотряд № 4». В основе моста — две коробчатые стальные балки, перекрытые стальной ортотропной плитой; основные металлоконструкции выполнены АОЗТ «Воронежстальмост». Устои моста — железобетонные на сваях длиной до 16 м.
Пролётное строение массой 3 500 т было смонтировано за 7 месяцев методом продольной надвижки без строительства дополнительных опор и без ограничения судоходства по реке.